# 塞维涅夫人
塞維涅夫人（Madame de Sévigné，1626年2月5日—1696年4月17日），法國書信作家。其尺牘生動、風趣，反映了路易十四時代法國的社會風貌，被奉為法國文學的瑰寶。
幼失怙恃，在外祖父母家成長，受過良好的教育。18歲出嫁，育有一子一女，26歲喪偶，未有再蘸。奉女兒為掌上名珠，現存書信的大部分均致女兒。生前書信已在友人間流傳，文友包括拉斐特夫人、拉羅什富科。死於天花，享年70歲。